# Linognathus gnu
Linognathus gnu är en insektsart som beskrevs av Bedford 1927. Linognathus gnu ingår i släktet Linognathus och familjen nötlöss. Inga underarter finns listade i Catalogue of Life.